# Garfield Todd
 (juin 2010).
Si vous disposez d'ouvrages ou d'articles de référence ou si vous connaissez des sites web de qualité traitant du thème abordé ici, merci de compléter l'article en donnant les références utiles à sa vérifiabilité et en les liant à la section « Notes et références ».
Pour les articles homonymes, voir Todd.
Sir Reginald Stephen Garfield Todd, né le 13 juillet 1908 à Invercargill en Nouvelle-Zélande et mort le 13 octobre 2002 à Bulawayo au Zimbabwe, est un missionnaire protestant et homme d'État britannique, Premier ministre de Rhodésie du Sud de 1953 à 1958 puis adversaire résolu au principe de la domination blanche soutenu par le gouvernement de Ian Smith.

## Débuts
Garfield Todd est né le 13 juillet 1908 en Nouvelle-Zélande.
C'est en 1934 que ce pasteur et missionnaire protestant émigre dans la colonie britannique de Rhodésie du Sud pour diriger une école religieuse. L'un des enseignants dont il eut la charge était Robert Mugabe, futur président du Zimbabwe. Bien que sans formation médicale, Garfield Todd et sa femme Grace ouvrirent une clinique pédiatrique pour les enfants noirs.
En 1948, il est élu au parlement colonial.

## Premier ministre
En 1953, il succéda à  Sir Godfrey Huggins à la direction du « United Rhodesia Party » et devint le premier ministre de Rhodésie du Sud au moment de la création de la fédération d'Afrique centrale.
Le United Rhodesia Party devint alors le United Federal Party.
Parallèlement, de 1955 à 1960, Todd fut le vice-président de la convention mondiale des églises du Christ.
En tant que premier ministre, il entreprit de timides réformes libérales en faveur de l'éducation des Noirs. Il fit introduire l'appellation « Monsieur » pour les Africains au lieu de « Mâle africain ». Il leur permit également de boire de la bière européenne et du vin qui leur avaient été jusque-là interdits.
Son gouvernement entreprit de mettre en place un ambitieux programme d'éducation élémentaire pour tous les Noirs en âge d'être scolarisés. Il doubla ainsi le nombre d'écoles primaires et permit aux missions de procéder à des cours d'enseignement secondaire et des cours préparatoires aux universités.
Des syndicats multiraciaux furent autorisés.
Son gouvernement tenta de dépénaliser les relations sexuelles entre homme blanc et femme noire et d'augmenter le corps électoral des Noirs de 2 % à 16 % de l'ensemble de l'électorat mais ces propositions furent rejetées.
Toutes ces réformes furent jugées trop radicales et trop progressistes par la plupart des Rhodésiens blancs.
En 1958, ses ministres démissionnèrent en bloc forçant le parti de Todd à le mettre en minorité. En trois mois, Todd fut contraint de démissionner de la présidence du parti et de son poste de premier ministre au bénéfice d'Edgar Whitehead.

## Militant contre la ségrégation
Todd constitua un nouveau parti qui échoua aux élections suivantes, sans obtenir un seul siège.
Exclu du pouvoir politique, Todd garda sa liberté de parole très critique contre la domination de la minorité blanche. Il devint l'opposant blanc officiel à la déclaration unilatérale d'indépendance de Ian Smith en novembre 1965.
Todd fut interdit de sortie du territoire et placé en résidence surveillée, de crainte qu'il ne milite contre le pouvoir rhodésien à l'extérieur des frontières.
En 1972, Todd et sa fille, Judith, furent emprisonnés. Judith Todd fut ensuite expulsée de Rhodésie et la mention de son nom fut interdite dans les médias rhodésiens.
Garfield Todd fut confiné dans son ranch près de Bulawayo où il prêta néanmoins son soutien aux mouvements de guérillas noirs.
En 1980, les Blancs acceptèrent de laisser le pouvoir définitivement à la majorité noire (accords de Lancaster House). Le nouveau Zimbabwe naissait en avril et Robert Mugabe, le nouveau Premier ministre, nomma son ami Garfield Todd au rang de sénateur.
Todd siégea jusqu'à l'abolition du sénat en 1985. Il fut vite désillusionné par le nouveau régime, notamment à cause de la répression policière contre les opposants politiques au Matabéléland.
En 1986, Todd fut fait chevalier par le gouvernement britannique.
Ses critiques contre son ancien ami Mugabe au début des années 2000 aboutirent à ce que le gouvernement lui retire sa nationalité zimbabwéenne.
Garfield Todd est mort le 13 octobre 2002. Alors que les établissements scolaires abandonnaient leurs noms coloniaux, Mugabe autorisa à ce qu'une école fut rebaptisée au nom de Garfield et Grace Todd.